# 特定二輪車

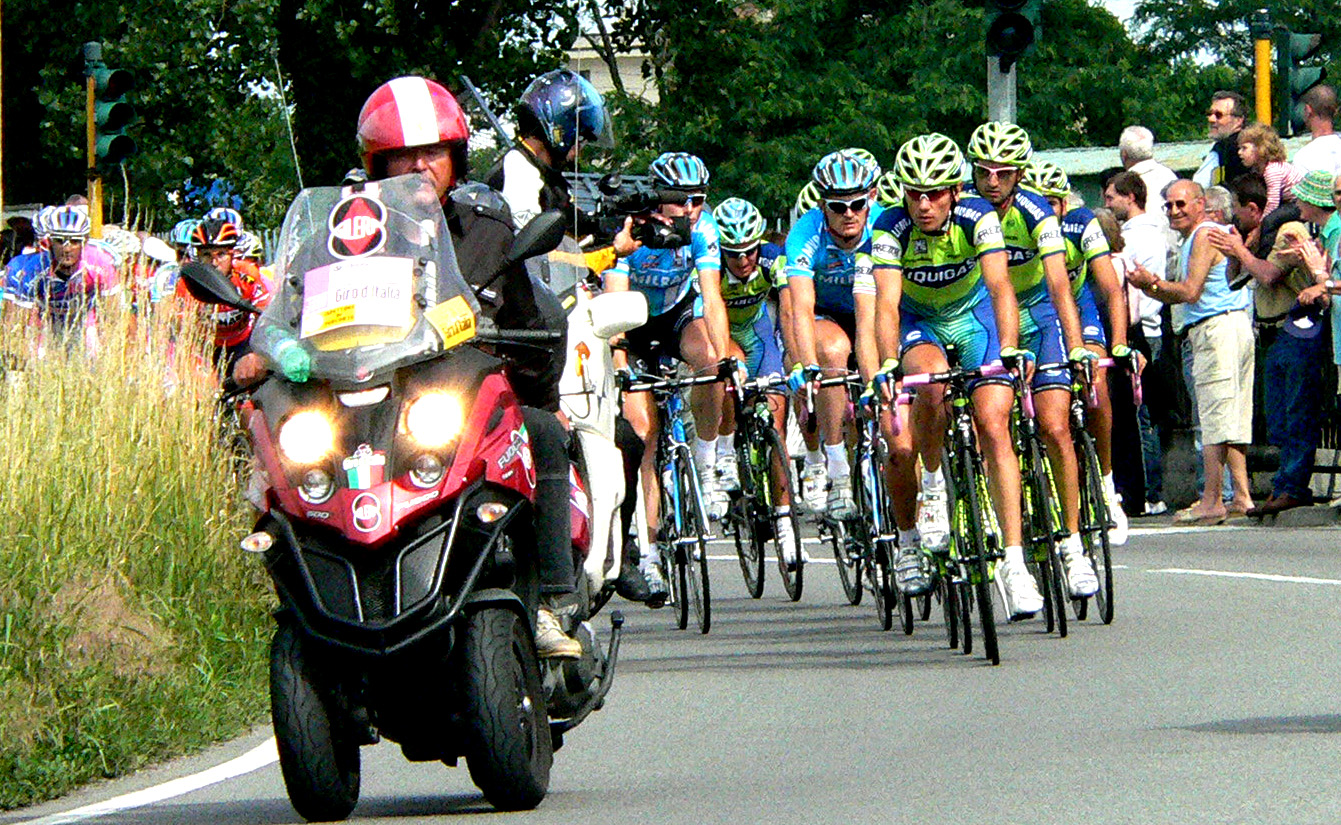
自転車競技で動画撮影するジレラ・フォコ（日本では特定大型自動二輪車）

特定二輪車（とくていにりんしゃ）とは、日本の道路交通法において2009年9月1日から施行されたトライク（三輪の自動車）の区分で、特定大型自動二輪車と特定普通自動二輪車の総称である。
ヤマハ発動機では該当する車両を『リーニング・マルチ・ホイール（LMW:Leaning Multi Wheel）』と称し、2014年にヤマハ・トリシティを発売して以降、積極的に販売車やコンセプトカーを展開している。

## 概要

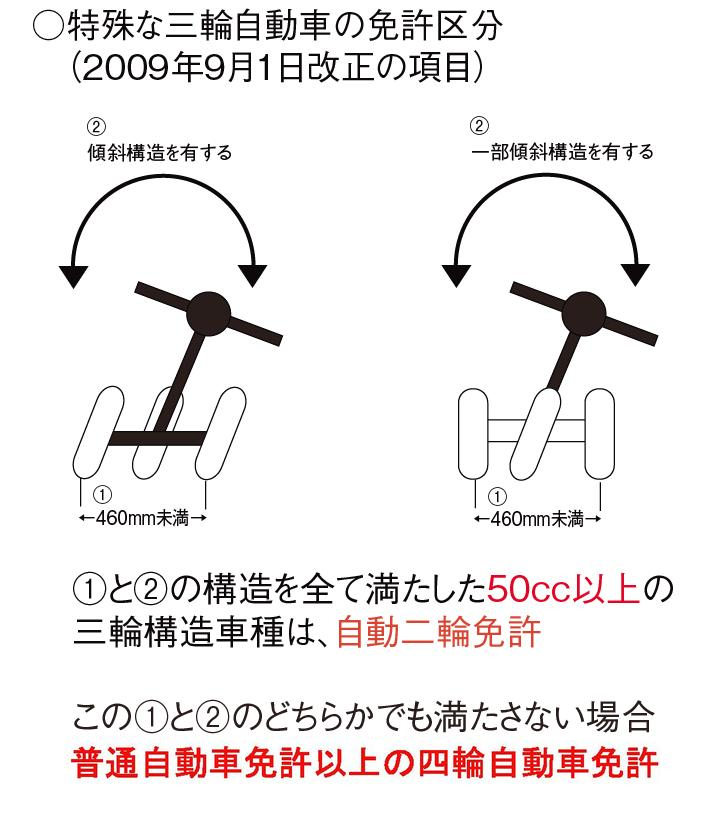
特定二輪車に該当する車両の構造図説

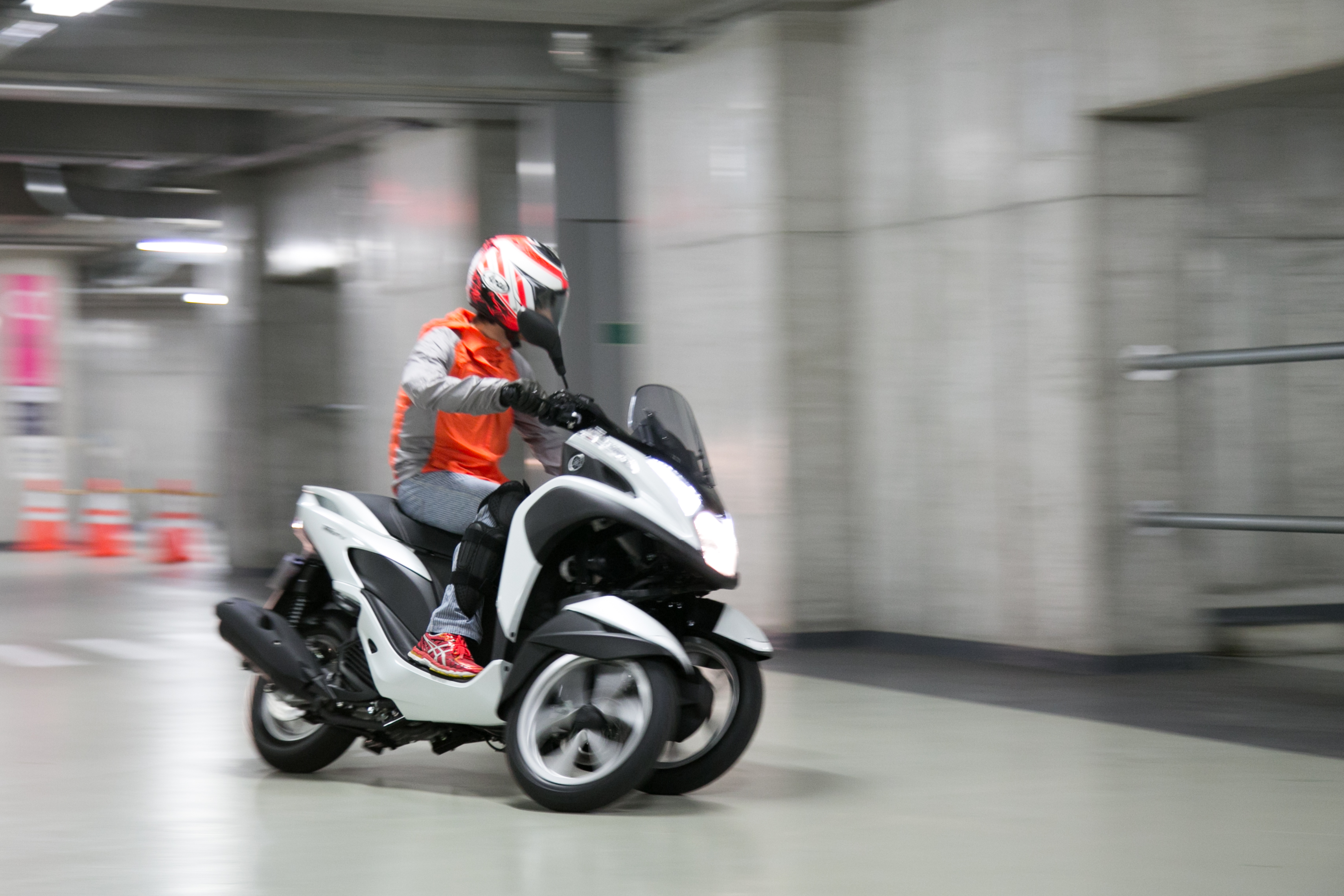
車体が傾斜して旋回している（写真の車両はヤマハ・トリシティ）

かつては特定二輪車という法規上の区分がなく、すべてのトライクは普通自動車免許以上の四輪自動車免許が必要であったが、2009年9月1日より、内閣総理大臣が「車体の構造上その運転に係る走行の特性が二輪の自動車の運転に係る走行の特性に類似するものとして内閣総理大臣が指定する三輪の自動車を指定する内閣府告示」において定めた次の要件に全て該当するトライクは自動二輪車（オートバイ）に準じた扱いとなり、普通自動車免許が不要になった代わりに、排気量に応じたオートバイの運転免許証またはマイナ免許証（大型二輪免許、普通二輪免許、普通二輪免許（小型限定））が必要となった。
ただし、施行日から1年間は従来通りの自動車免許で運転可能で、2010年8月31日までは運転免許試験場における特例試験により特定二輪車限定の大型二輪免許または普通二輪免許が取得できた。
また、1965年8月31日時点で小型特殊免許・原動機付自転車免許・第二種原動機付自転車免許以外の何らかの運転免許（軽自動車免許も含む）を受けていた者は、翌9月1日施行の改正道路交通法によって排気量制限なしの自動二輪免許を受けているとみなされ、これらの免許はさらに1996年9月1日施行の改正道路交通法で現行の大型二輪免許に移行したので、その免許を引き続き受けている者は問題なく運転できる。
三輪自動車に対する改正なので、改正前に内閣府告示（平成2年12月6日総理府告示第48号）により道路交通法における原動機付自転車扱いである車両には影響が無い。このため、3個の車輪を備える原動機付自転車に該当するもの（ホンダ・ジャイロなど）には適用されない。
なお、三輪自動車の高速自動車国道における法定最高速度は80km/hであるが、この改正により「特定二輪車」扱いとなった車両は二輪自動車に適用される100km/hとなった。

## 沿革
- 2008年10月、一部のトライクに対し自動二輪車の保安基準を適用する旨の基準改正が公示された。
この改正により基準が適用される車両は、車検における保安基準が自動二輪車と同一になり、車両の常時点灯などが必要となる。ただし 460mm より輪距の広い車両は適用されない。
- 2009年
  - 3月27日、警視庁から法改正意見公募案件が公示され、上述の保安基準に該当する車両における免許区分を自動二輪車免許へ区分を変更する法案の意見を募集した[8]。当初は2009年6月1日施行の予定であったが、警察庁に多数の意見が寄せられたことから、それらを踏まえた上で改めて再検討されることになったため、施行は延期となった[9]。この件に関し、三輪スクーター輸入元に「三輪スクーターの運転免許改正案の修正について」の先行通知が行われた[10]。
  - 6月22日、『道路交通法施行規則の一部を改正する内閣府令』が公布された[11]。これにより道路交通法施行規則において「特定二輪車」と総称されることになった[3]。
- 2009年9月1日
  - 「道路交通法施行規則の一部を改正する内閣府令」が施行されたのに伴い次のように変更された。
    - 乗車用ヘルメットの着用が義務化される。
    - 二輪免許を受けてから1年、または普通・中型（8t限定を含む）・大型自動車免許で三輪スクーターの運転を始めてから1年を経過しない者は、二人乗りができなくなる（高速道路を運転する場合は3年）。
    - 2009年8月31日時点において普通・中型（8t限定を含む）・大型自動車免許で乗っているユーザーのみ、経過措置として2010年8月31日まで普通・中型（8t限定を含む）・大型自動車免許で運転可。また、試験場において特別試験が2010年8月31日までの期間限定で実施され、該当者のみ受験可能で合格すれば限定免許が交付される。
      - それ以外の者は、該当する二輪免許（大型二輪免許・普通二輪免許）が必要となる。
      - ただし、1965年8月31日より前に原動機付自転車免許・小型特殊自動車免許・原動機付自転車第二種免許以外の運転免許（旧軽自動車免許を含む）を取得した者は原則として翌9月1日付で排気量限定なしの自動二輪免許を受けているとみなされたので、その自動二輪免許がそのまま有効であれば（この免許はのちに現行法の大型二輪免許に移行したので、運転免許証の「免許の種類」の欄に「大自二」の記載があるはずである）、従前どおりそのまま運転することができる。
- 2010年9月1日
  - 「道路交通法施行規則の一部を改正する内閣府令」の附則の経過措置の期間が終了し、特定二輪車を運転する場合は、該当する二輪免許（大型二輪免許・普通二輪免許・特定二輪限定免許）が必要となった。
- 2019年12月1日
  - 大型二輪免許のAT限定の排気量制限の撤廃と定格出力20kW超への変更、普通二輪免許の定格出力0.6kW以上20kW以下への変更によりこれらの排気量と定格出力を持つ特定二輪車にも適用されることとなった。

## 該当する車種

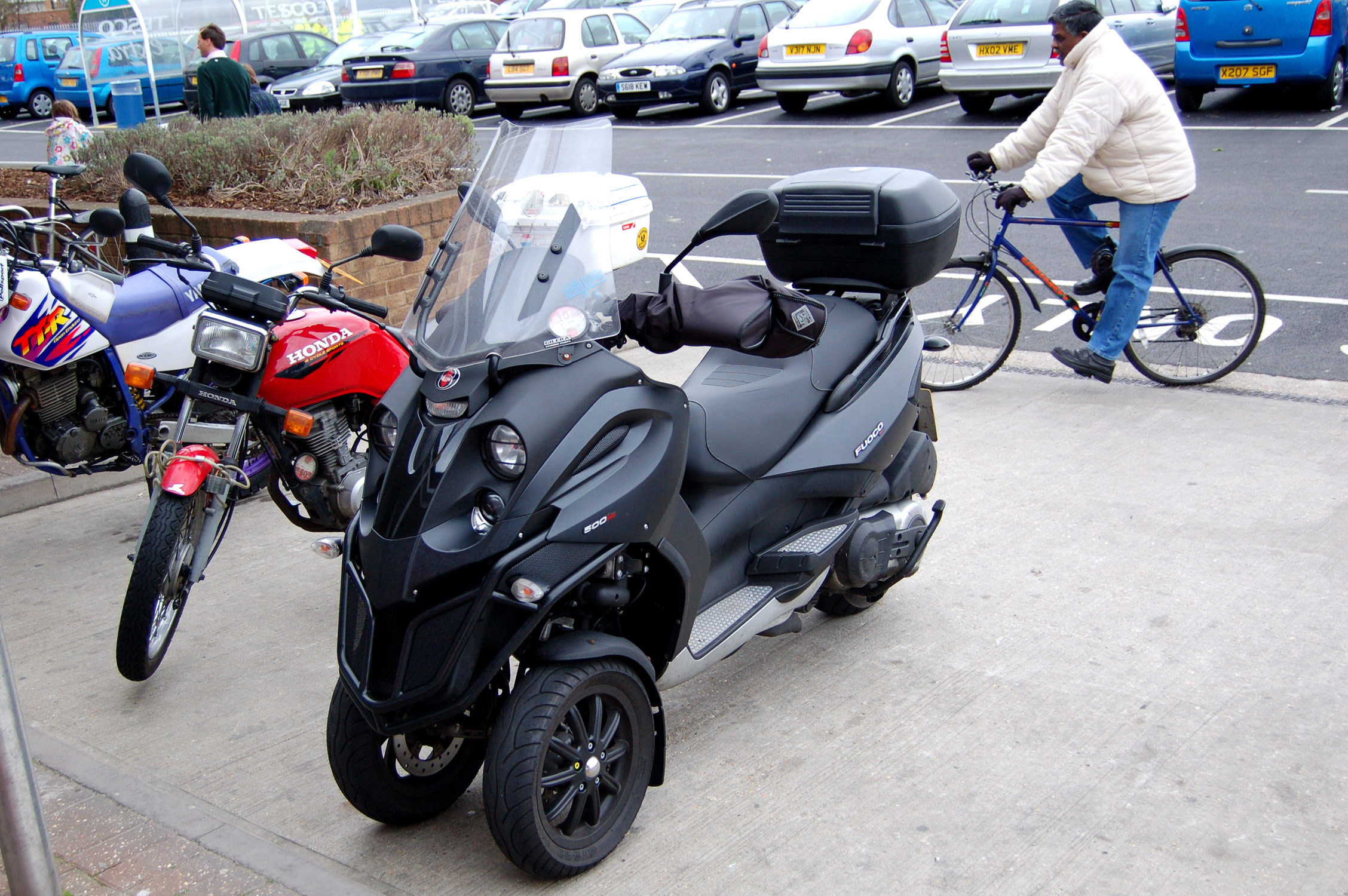
ジレラ・フォコ（特定大型自動二輪車）
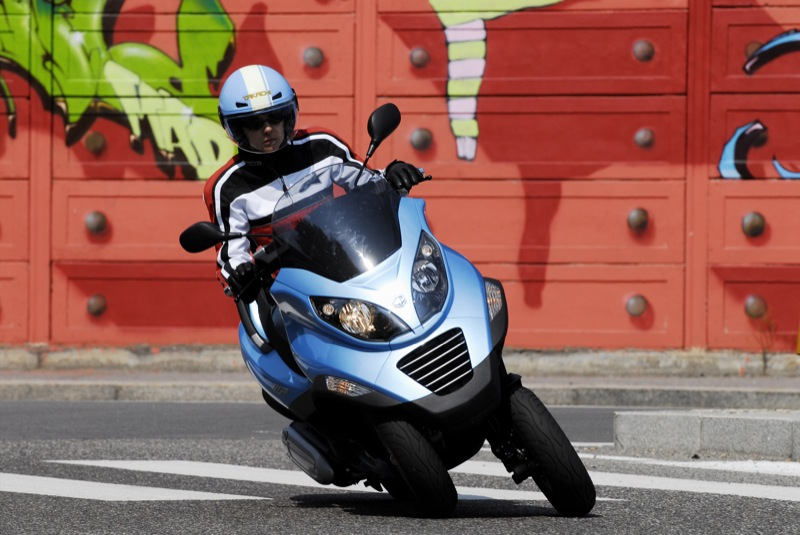
ピアッジオ・MP3（特定大型自動二輪車、特定普通自動二輪車）
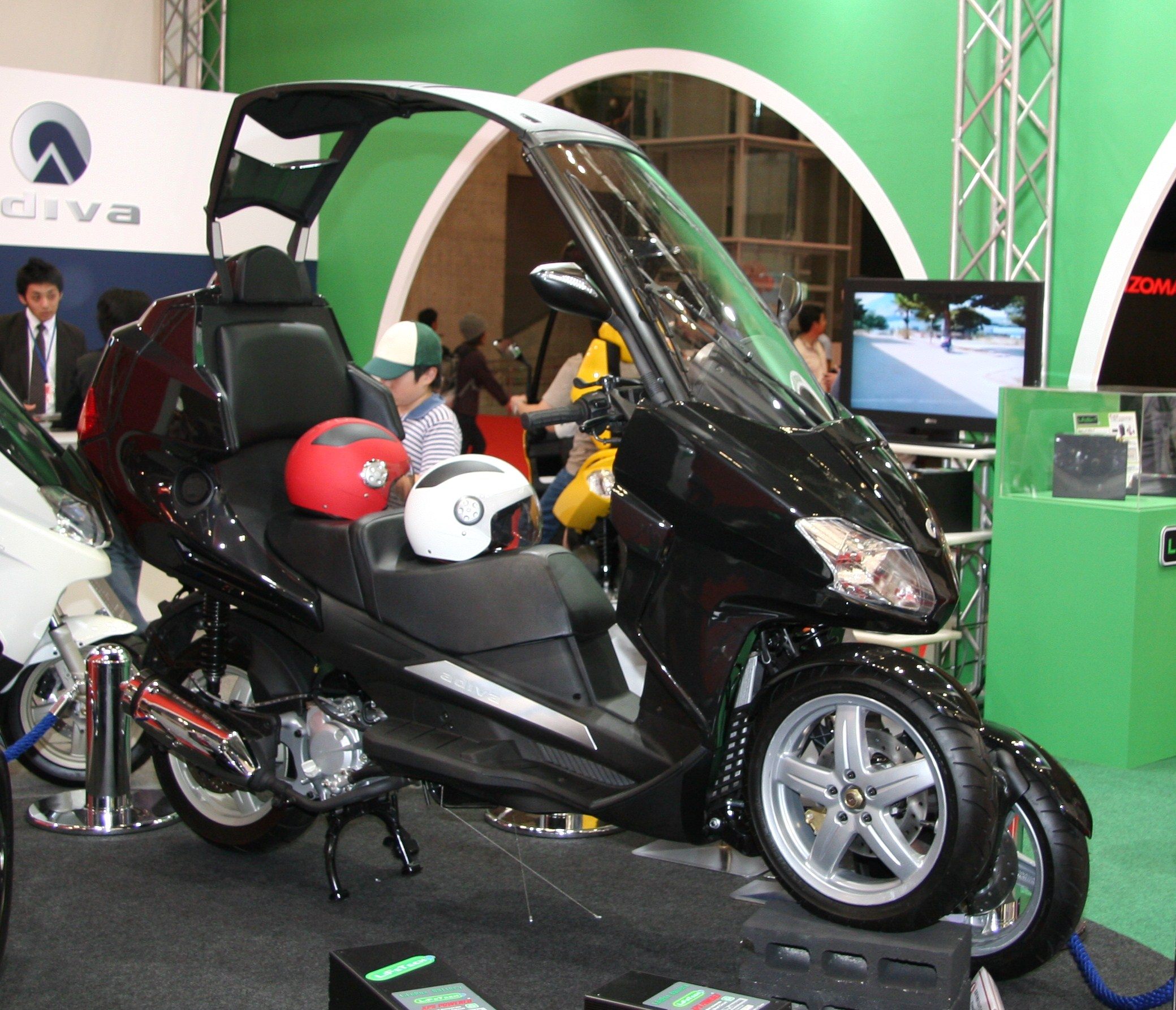
アディバ・ADトレ（特定普通自動二輪車）
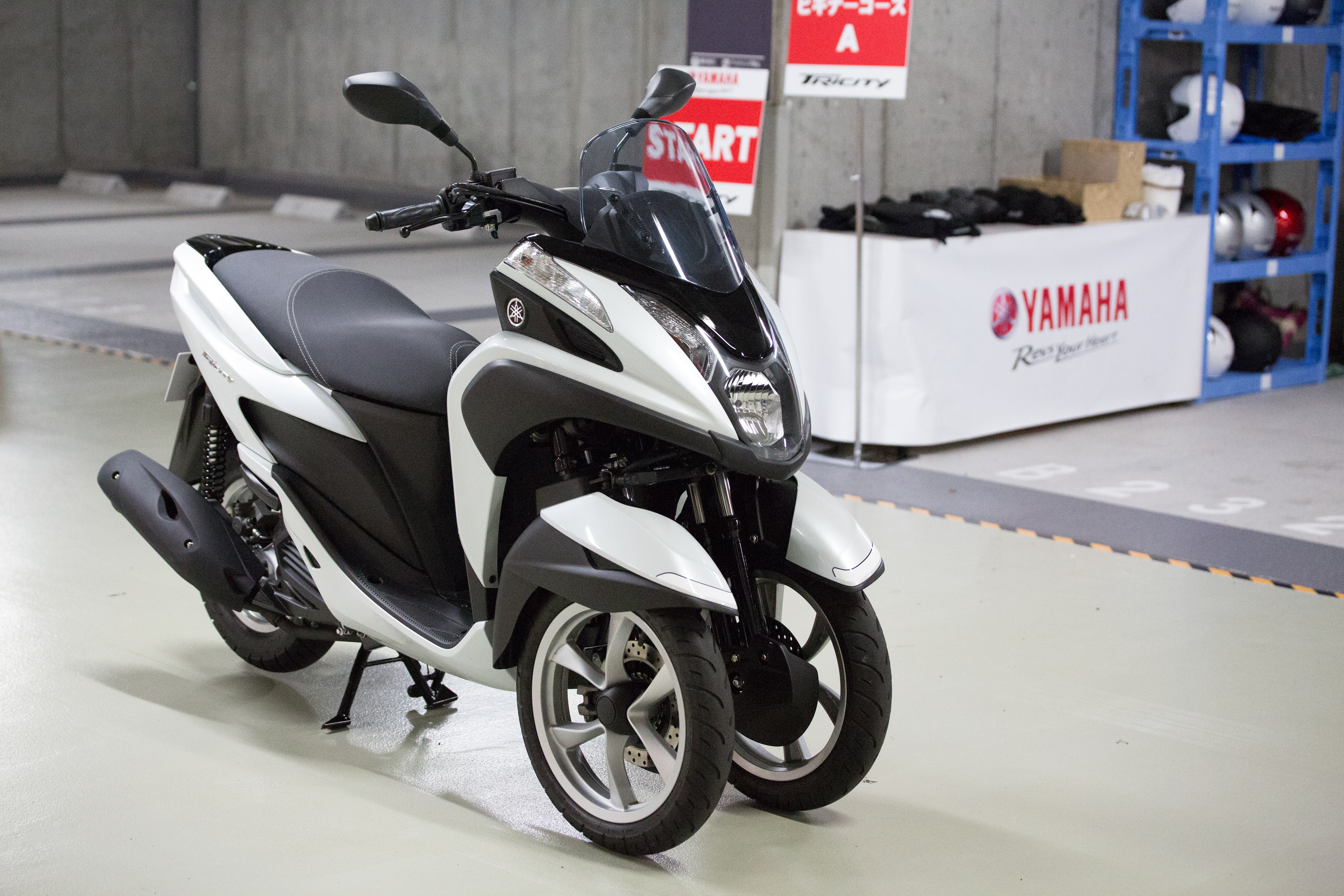
ヤマハ・トリシティ（特定普通自動二輪車）
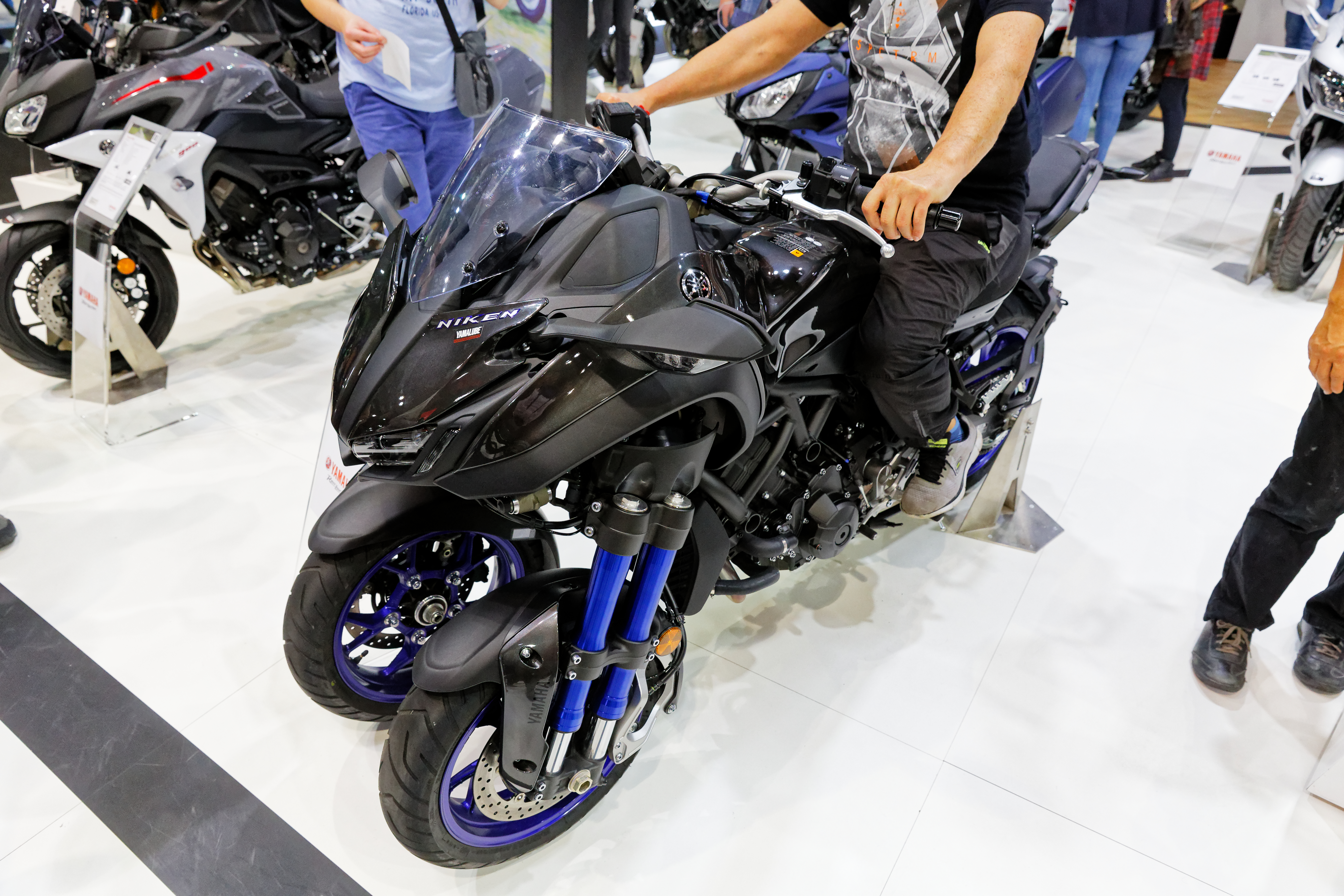
ヤマハ・NIKEN（特定大型自動二輪車）